# Mehrheitssozialdemokratische Partei Deutschlands
Mehrheitssozialdemokratische Partei Deutschlands (MSPD), auch Mehrheits-SPD oder Mehrheitssozialisten, war eine informelle Bezeichnung für die Sozialdemokratische Partei Deutschlands (SPD) zwischen Mitte 1917 und 1922. Der Begriff betonte die Abgrenzung von der Unabhängigen Sozialdemokratischen Partei (USPD), die sich wegen der Haltung der Parteimehrheit zur Burgfriedenspolitik im Ersten Weltkrieg 1917 von der SPD abgespalten hatte.
Nachdem die marxistische Spartakusgruppe (ab November 1918 der Spartakusbund), die den revolutionären Flügel der USPD bildete, zusammen mit anderen kommunistischen Gruppierungen im Januar 1919 während der Novemberrevolution in der neu gegründeten Kommunistischen Partei Deutschlands (KPD) aufgegangen war, wurde die USPD zwischen KPD und MSPD nahezu zerrieben. 1922 kehrten Reste der USPD wieder zur SPD zurück, womit die Bezeichnung MSPD gegenstandslos wurde.
Da die Bezeichnung MSPD in Auseinandersetzung zwischen gemäßigter Parteimehrheit und radikaleren Unabhängigen entstand, kann sie als Ausdruck eines inhaltlichen Wandels der SPD, von einer sozialistisch-revolutionären Klassenkampfpartei im Sinne des Marxismus in eine staatstragend orientierte Reformpartei, gesehen werden.

## Hintergrund und historische Entwicklung

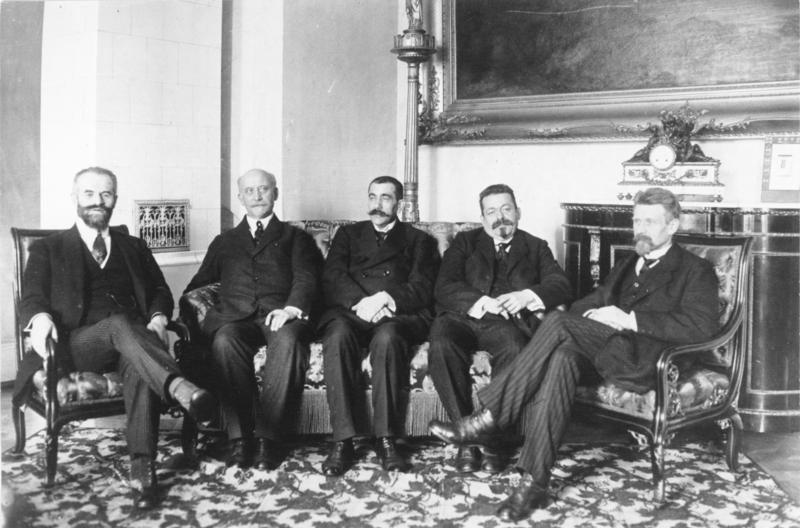
Der Rat der Volksbeauftragten im Jahr 1919: Nach dem Rücktritt der Unabhängigen Sozialdemokraten bestand er nur noch aus Mehrheitssozialdemokraten. Diese waren gleichzeitig die wichtigsten Führer ihrer Partei.

Richtungsstreitigkeiten hatten in der SPD spätestens mit der von Eduard Bernstein ausgelösten Revisionismusdebatte (1896 ff.) begonnen, in der die Anhänger Bernsteins den Weg zum Sozialismus nicht über eine Revolution, sondern durch Reformen und durch in allgemeinen Wahlen legitimierte demokratische Mehrheiten anstrebten. Dieser reformistische – im damaligen parteiinternen Sprachgebrauch „revisionistische“ – Flügel der Partei, ideologisch zunächst noch in der Minderheit, setzte sich nach und nach in der SPD durch. Dabei war allerdings die praktische Politik der SPD schon länger, spätestens seit der Aufhebung der Sozialistengesetze 1890, im Parlamentarismus angekommen. Nach dem Tod des Parteivorsitzenden August Bebel, der als Integrationsfigur beider Flügel galt, war 1913 mit Friedrich Ebert ein deutlich gemäßigter Mann an die Spitze der Partei gewählt worden, der den reformistischen Kurs durchzusetzen begann.
Zugespitzt wurden innerparteiliche Gegensätze durch den Ausbruch des Ersten Weltkrieges, insbesondere das Auseinanderbrechen der Zweiten Internationale und den Beginn der Burgfriedenspolitik, die die Parteiinteressen der Staatsräson und der Kriegspolitik unterordnete. Die Mehrheit der SPD-Reichstagsfraktion, unter Führung des seit 1913 amtierenden Vorsitzenden Friedrich Ebert, zusammen mit dem späteren USPD-Mitglied Hugo Haase, unterstützte die Kriegspolitik des Deutschen Kaiserreichs seit dem 4. August 1914.
Ende 1914 war Karl Liebknecht zunächst der einzige Reichstagsabgeordnete der SPD, der gegen die Kriegskredite stimmte. Danach wurde er aus der Fraktion ausgeschlossen. Ebenfalls von Anfang an gegen den Krieg agitiert hatte die linksrevolutionäre Gruppe Internationale, die 1916 in Spartakusgruppe, 1918 in Spartakusbund umbenannt wurde, um Rosa Luxemburg, Clara Zetkin, Karl Liebknecht und andere.
Angesichts des festgefahrenen Kriegsverlaufs mit zehntausenden von gefallenen Soldaten und wachsender Not in der deutschen Bevölkerung wuchsen auch die Zweifel am Sinn und der Rechtfertigung des Krieges, nicht nur in der Bevölkerung, sondern auch in den Reihen der Sozialdemokraten. 1915/1916 gehörten nun nicht mehr nur Angehörige des marxistischen Flügels, sondern auch gemäßigte Linke und Reformisten wie Hugo Haase oder Eduard Bernstein zu den Kriegsgegnern. Diese innerparteiliche Opposition wuchs bis 1917 auf 45 Abgeordnete an. Im März 1917 zog die Mehrheit der SPD-Fraktion um Friedrich Ebert und Philipp Scheidemann einen Strich unter den Konflikt und schloss die Kriegsgegner aus. Darauf gründeten die ausgeschlossenen Sozialdemokraten auf dem konstituierenden Parteitag vom 6. April bis 8. April 1917 in Gotha die USPD, der sich die Spartakusgruppe als linker Flügel anschloss. In Abgrenzung zur USPD wurde die verbliebene Mehrheit der SPD als MSPD bezeichnet.
Zur USPD wanderten nicht nur die linken „Antirevisionisten“ um Rosa Luxemburg ab, sondern auch Karl Kautsky, der langjährige Herausgeber der Zeitschrift Die Neue Zeit, sowie führende Theoretiker des Reformflügels wie der Vater des Revisionismus, Eduard Bernstein. In der verbliebenen Mehrheits-SPD beeinflussten statt Kautsky und Bernstein ab 1915 die ehemaligen linken Antirevisionisten der Lensch-Cunow-Haenisch-Gruppe, die dem deutsch-russischen Publizisten Alexander Parvus nahestanden, die theoretischen Debatten. Ihr Ziel war es, den erhofften deutschen Sieg im Ersten Weltkrieg zur Durchsetzung der sozialistischen Gesellschaftsordnung in Europa und zur Befreiung der osteuropäischen Völker vom „Joch des Zarismus“ zu nutzen.
Heinrich Cunow, Völkerkundler und Dozent an der Parteischule der SPD, löste 1917 Kautsky als Herausgeber der Neuen Zeit ab. Er sollte später Mitautor des Görlitzer und Heidelberger Programms der SPD werden. Konrad Haenisch war nach 1918 zunächst preußischer Kultusminister, dann Regierungspräsident in Wiesbaden und schließlich einer der Begründer des Reichsbanners Schwarz-Rot-Gold, eines von der SPD dominierten überparteilichen Bündnisses parlamentarisch-demokratischer Parteien zum Schutz der Weimarer Republik gegen ihre Feinde an den politischen Rändern. Als vielen Sozialdemokraten ab 1917 bewusst wurde, dass der Krieg in eine Niederlage führt, schwand der Einfluss der Gruppe.
Zum Ende des Ersten Weltkrieges, als die militärische Führung des Kaiserreichs die deutsche Niederlage schon eingeräumt hatte, kam es 1918 im Anschluss an die Meuterei der Matrosen in Wilhelmshaven und Kiel zur Novemberrevolution, in deren Folge der Kaiser abdankte und in die Niederlande floh. Die MSPD unter Friedrich Ebert, dem im Zuge der revolutionären Ereignisse die Regierung von Prinz Maximilian von Baden übergeben worden war, gab mehr dem Druck der Ereignisse nach, als dass sie auf eine Regierungsübernahme vorbereitet gewesen wäre. Überlegungen Eberts, auf eine Abschaffung der Monarchie zunächst zu verzichten, um einen Bürgerkrieg zu verhindern, erwiesen sich als illusorisch.
Der Spartakusbund und Teile der USPD verfochten die Bildung einer Räterepublik, wie sie ein Jahr zuvor bei der Oktoberrevolution in Russland proklamiert worden war. Doch von den die Revolution tragenden aktiven revolutionären Soldaten- und Arbeiterräten hatte nur eine Minderheit das Vorbild des erfolgreichen Umsturzes der russischen Bolschewiki (übersetzt: „Mehrheitler“) im Auge. Sie strebten mehrheitlich vor allem ein Ende des Krieges und der Militärherrschaft an. Mit diesem Ziel stellten sie sich zuerst hinter die SPD-Führung, der sie vertrauten, und forderten die Wiedervereinigung der Mehrheits-SPD mit der unabhängigen SPD. Die SPD-Führung bot daraufhin der USPD die Bildung eines Rates der Volksbeauftragten als neuer Regierung an. Diese paritätisch mit MSPD- und USPD-Mitgliedern besetzte Revolutionsregierung unter der Führung von Ebert und Haase verstand sich als Provisorium für die revolutionäre Umbruchphase und legte sich auf eine aus baldigen allgemeinen Wahlen hervorgehende Nationalversammlung als verfassungsgebendes Organ fest.
Schon Ende 1918 scheiterte die Koalition zwischen MSPD und USPD am Streit um den Einsatz von Militär gegen revoltierende Matrosen. Die nun allein die Regierung stellende MSPD empfand das eigenmächtige Vorgehen einzelner Räte als Verrat an den demokratischen Prinzipien der Arbeiterbewegung. Versuche, eine demokratische Volkswehr aufzubauen oder mehrheitssozialdemokratischen Freiwilligenverbänden eine Chance zu geben, scheiterten. Als während des Spartakusaufstandes im Januar 1919 die Volksbeauftragtenregierung angegriffen wurde, fiel die Entscheidung, dem Militär der alten Offiziere und den neuen Freikorpsführern zu vertrauen.
Mit der blutigen Niederschlagung des Spartakusaufstandes und der Münchner Räterepublik durch von Gustav Noske um den Jahreswechsel 1918/19 rekrutierte rechtsnationalistische Freikorps bis Mitte 1919 setzten sich die Mehrheitssozialdemokraten durch. Dabei erhielt der spätere erste Reichswehrminister der Weimarer Republik Gustav Noske den Beinamen „Bluthund“, den er sich im Grunde selber gab, als er bei der Anforderung, die Revolution niederzuschlagen, sagte: „Einer muss den Bluthund abgeben“. Unter seiner politischen Verantwortung standen zahlreiche Morde, die von den Freikorps an vielen bekannten und unbekannten auch vermeintlichen Revolutionären begangen wurden, darunter der Mord an Rosa Luxemburg und Karl Liebknecht am 15. Januar 1919, ausgeführt von Freikorpssoldaten unter Führung von Waldemar Pabst.
Die Rolle Eberts, Noskes und Scheidemanns während der Monate der Novemberrevolution und ihrer Niederschlagung führte zum Vorwurf verschiedener parlamentarisch und vor allem außerparlamentarisch aktiver linker Gruppen und Parteien an die SPD, die Revolution und damit zu einem großen Teil gerade ihre eigenen Anhänger verraten zu haben („Wer hat uns verraten? – Sozialdemokraten!“). Aus dem Spartakusbund und weiteren linksrevolutionären Gruppierungen wurde bis zum 1. Januar 1919 die Kommunistische Partei Deutschlands (KPD) gegründet. Damit war es zur endgültigen Trennung zwischen dem revolutionären und dem reformistischen Flügel der Sozialdemokratie gekommen.